# Sęk niezarośnięty

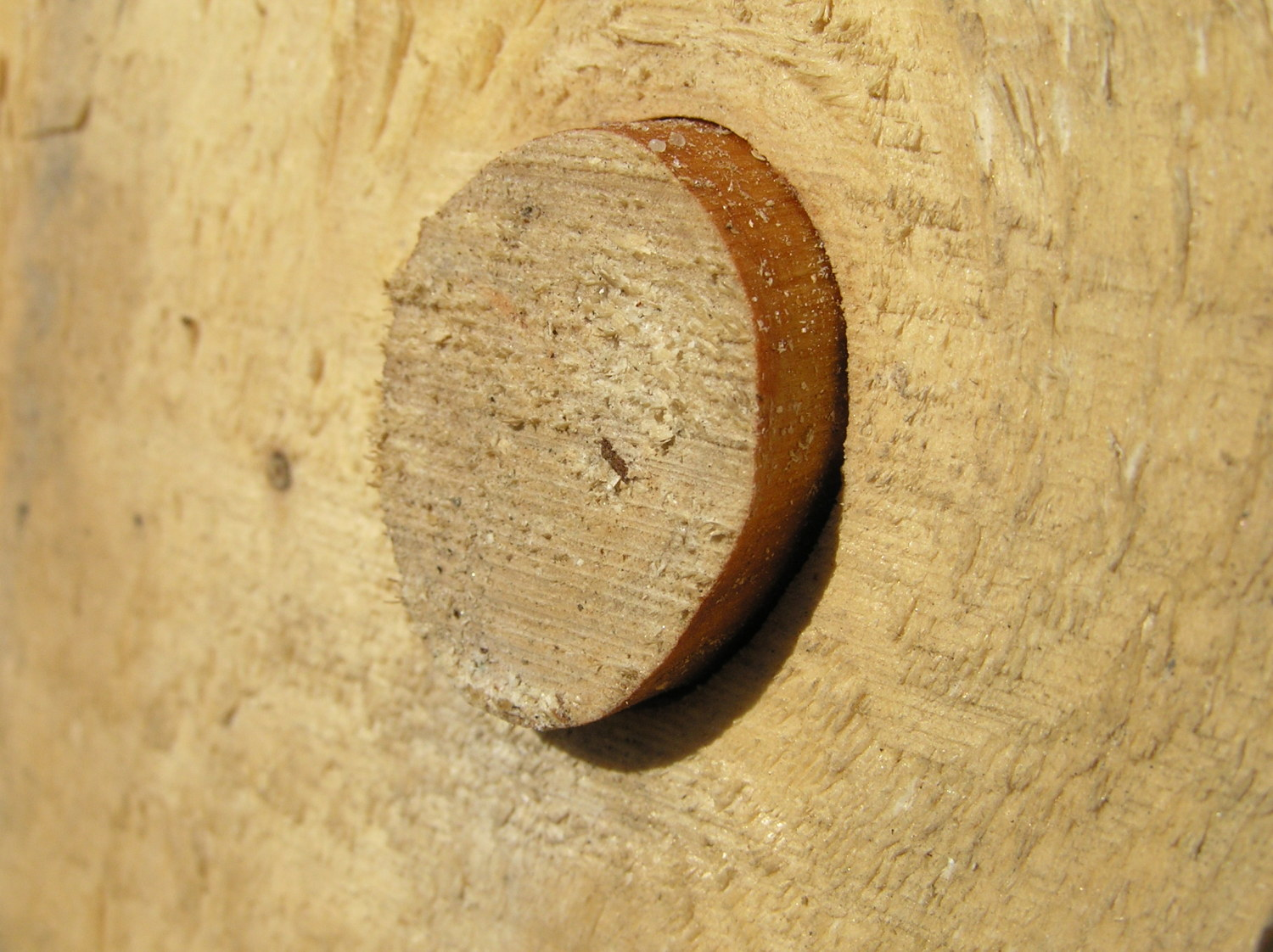
Sęk niezrośnięty

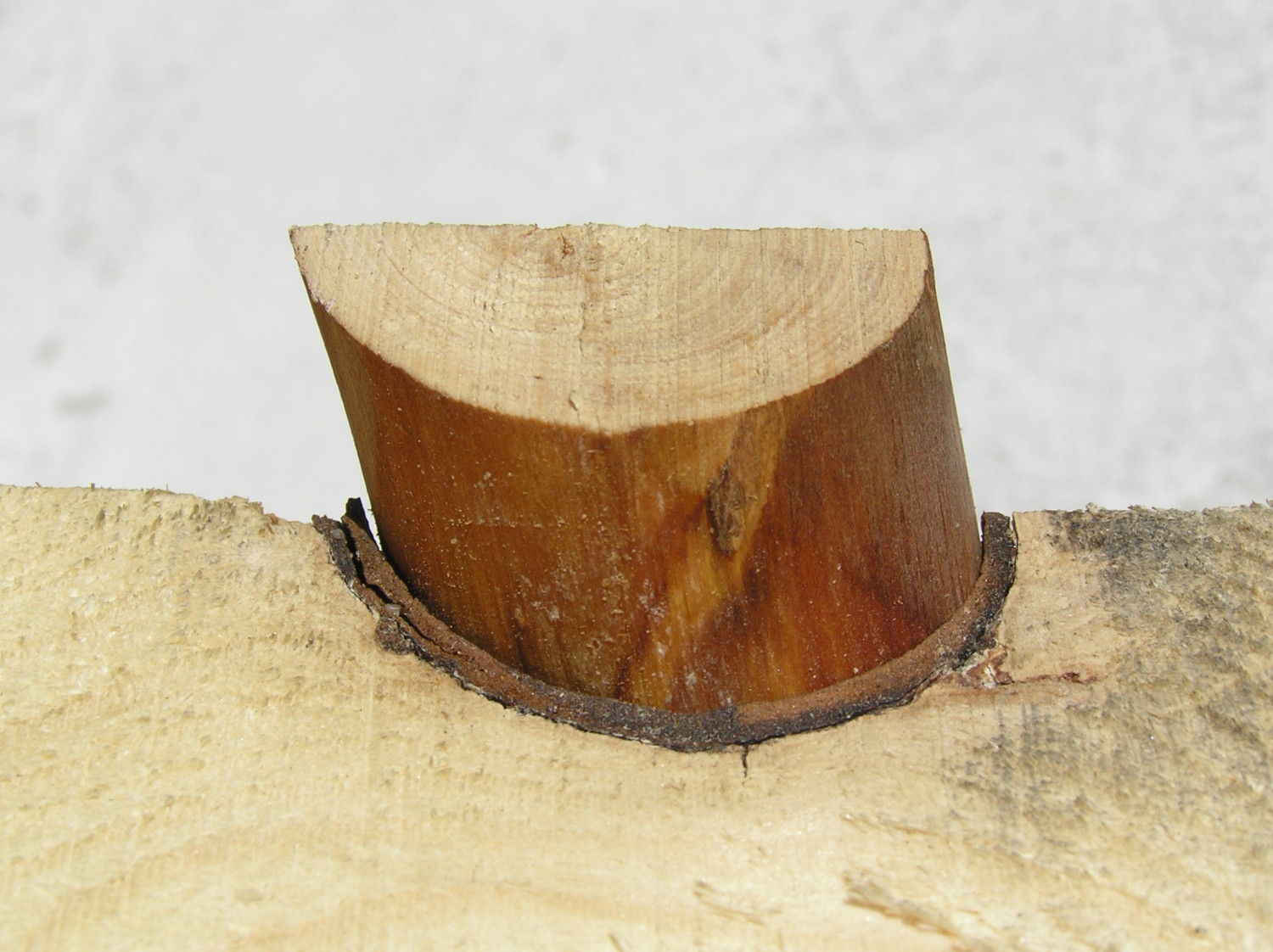
Przekrój przez sęk niezrośnięty w otoczce z korowiny tak zwany: sęk otoczkowy lub też sęk obrączkowy

Sęk niezarośnięty, sęk otwarty – grupa wad drewna z grupy sęków. Sęki te powstają po odcięciu lub niezarośnięciu odpadłych gałęzi (tylców) przez słoje roczne. 
Na powierzchni żyjącego drzewa są nimi gałęzie: żywe (gałęzie górnej części korony oraz martwe (o różnej wielkości i stopniu rozkładu drewna) najczęściej dolne gałęzie korony. Na powierzchni drewna okrągłego - po odcięciu gałęzi lub ich pozostałości widoczne są w postaci owalnych (eliptycznych) blizn.
Sęki otwarte dzielą się:
- w zależności od stopnia zrośnięcia na:
  - Sęk zrośnięty którego słoje roczne są zrośnięte ze słojami otaczającego drewna na całym obwodzie (sęk okrągło-owalny), lub na całej długości sęka (sęk podłużny).
  - Sęk częściowo zrośnięty, którego słoje roczne są zrośnięte z otaczającym drewnem jedynie na części obwodu lub długości.
  - Sęk niezrośnięty, sęk wypadający – wada drewna z grupy sęków otwartych, w którym drewno otaczające nie jest zrośnięte z drewnem sęka lub też zrośnięte jest do 1/4 jego obwodu. Sęki te, które mają na obwodzie korę, nazywamy sękami obrączkowymi Sęki niezrośnięte ujawniają się najczęściej po przetarciu i przeschnięciu powstałej tarcicy.
- w zależności od stanu zdrowotnego na:
  - Sęk zdrowy – wada drewna z grupy sęków otwartych, w którym drewno nie wykazuje oznak zgnilizny. Sęki zdrowe dzielą się na:
- sęki zdrowe jasne, których drewno jest jasne i zbliżone barwą do otaczającego drewna,
- sęki zdrowe ciemne (rogowe), których drewno jest znacznie ciemniejsze od otaczającego z powodu większej gęstości usłojenia, przesycenia żywicą lub garbnikami.
  - Sęk nadpsuty jest to sęk, który wykazuje częściowe zniszczenie tkanki drzewnej, przy czym struktura sęka zostaje jeszcze zachowana (otaczające drewno jest zdrowe).
  - Sęk zepsuty jest to sęk znajdujący się w stanie daleko posuniętego rozkładu. Barwa takiego sęka różni się od barwy normalnej, na tle sęka mogą występować jasne i ciemne plamy. U gatunków beztwardzielowych otaczające drewno wykazuje najczęściej również oznaki zgnilizny.
- w zależności od stopnia zgrupowania na:
  - sęk pojedynczy,
  - skupienie sęków.